# Mon
Mon (紋), monshō(紋章), mondokoro(紋所) i kamon (家紋) su japanski amblemi koji se rabe radi dekoriranja i identificiranja pojedinca ili obitelji. Dok je mon sveobuhvatni izraz koji se odnosi na svaki takvi amblem, kamon i mondokoro se odnose na ambleme koje se koristi radi identificiranja neke obitelji.
Slični su amblemima i grbovima iz tradicije europskog grboslovlja, gdje ih se na sličan način rabilo radi označavanja pojedinaca ili obitelji. Mon se u zapadnoj literaturi često opisuje kao čelenke, drugi europski amblem u funkciji sličnoj onoj koji ima mon u Japanu.

## Vanjske poveznice
- Website offering free EPS files of kamon, sorted by category　- (kliknuti na sredinu (再生) radi pokretanja) (engl., jap.)
- Website offering free Illustrator (Ai) files of kamon, classified by category  Arhivirana inačica izvorne stranice od 13. studenoga 2016. (Wayback Machine) (engl.)
- Hidaka Family Emblems  Arhivirana inačica izvorne stranice od 20. listopada 2005. (Wayback Machine): A lantern-maker's website that features illustrations of many kamon
- The Japan Society of San Diego and Tijuana's page on kamon
- Page with generic descriptions and links to 100 mon  Arhivirana inačica izvorne stranice od 6. ožujka 2012. (Wayback Machine) (japanski)
- Kamon World - Encyclopedia (japanski)
- Onnamon - Encyclopedia with emphasis on female kamon (japanski)
- Mondokoro  Arhivirana inačica izvorne stranice od 17. lipnja 2017. (Wayback Machine) - Kamon search by family name (japanski)
- Nihon Kamon Kenkyukai - Japan Kamon Society (japanski)